# Cojahuachi
Cojahuachi är en ort i Mexiko.   Den ligger i kommunen Guerrero och delstaten Chihuahua, i den nordvästra delen av landet, 1 300 km nordväst om huvudstaden Mexico City. Cojahuachi ligger 2 440 meter över havet och antalet invånare är 171.
Terrängen runt Cojahuachi är huvudsakligen kuperad, men den allra närmaste omgivningen är platt. Runt Cojahuachi är det glesbefolkat, med 13 invånare per kvadratkilometer. Cojahuachi är det största samhället i trakten. Omgivningarna runt Cojahuachi är i huvudsak ett öppet busklandskap.